# Hallen
Hallen – wieś w Anglii, w hrabstwie ceremonialnym Gloucestershire, w dystrykcie (unitary authority) South Gloucestershire. Leży 9 km na północny zachód od miasta Bristol i 175 km na zachód od Londynu.